# Leonor Serrano Pablo
Leonor Serrano Pablo (Hinojosas de Calatrava, 22 de febrero de 1890-Madrid, 24 de abril de 1942) fue una pedagoga, jurista, abogada y escritora feminista española.

## Trayectoria
Superdotada, sus palabras a los seis años dejaron admirada a la reina regente, María Cristina de Habsburgo-Lorena, en su pueblo cuando visitó la localidad en 1896 por lo que decidió financiar sus estudios, y en 1897 viajó a Madrid becada, donde estudió diez años en el Colegio del Sagrado Corazón. Terminada la escuela primaria, continuó sus estudios en Toledo, donde alcanzó el título de maestra elemental. Dos años después, obtuvo el de maestra superior en la Escuela Normal de Guadalajara y pasó a la Escuela de Estudios Superiores de Magisterio, donde logró el título de profesora de la Escuela Superior de Magisterio, en la Sección de Ciencias, con el número 3 de su promoción. En este último año, ejerció como maestra normal en Ciencias, hasta que en 1913 se trasladó a Barcelona con la plaza que había conseguido de inspectora de escuelas. Al año, Serrano se trasladó a Roma becada por el ayuntamiento de la ciudad para seguir un curso con la pedagoga italiana María Montessori, lo que le permitió profundizar en los principios de su método y constatar las ventajas del mismo, extendido ya por Francia, Estados Unidos, Suiza y el Reino Unido. A su regreso, y junto a otras becadas, instó al ayuntamiento a que se adoptara ese método y a asegurar una formación preescolar que liberase a las madres de la tiranía doméstica y abogó por la conciliación entre la vida familiar y laboral. 
En 1915, se casó con el inspector de enseñanza y también destacado pedagogo, José María Xandri Pich (no confundir con su hermano José Xandri Pich), y tuvo un hijo, Andres Xandri Serrano, que fue educado según el método Montessori. Preocupada por la discriminación femenina, escribió La educación de la mujer de mañana (1923). En 1924, obtuvo una beca de la Junta para Ampliación de Estudios e Investigaciones Científicas (JAE) para realizar estudios sociales y pedagógicos por Europa, y en 1925 viajó por Francia, Suiza y Bélgica con su marido; si once años antes había investigado la enseñanza de párvulos, ahora investigó la de adolescentes y a su vuelta propuso la escuela única y la ampliación de la franja de edad de la escuela obligatoria, así como garantizar la enseñanza de adultos.
A causa de sus ideas, durante la Dictadura de Primo de Rivera fue desterrada, primero a Castellón de la Plana, y después a Huesca (mayo de 1926) y Zaragoza (abril de 1929), donde desarrolló una intensa actividad literaria, escribiendo La enseñanza complementaria obrera (1926), en la que denunciaba que la asistencia escolar obligatoria en España era un mito, porque la ley permitía el trabajo de menores desde los diez años; El método Montessori (1928) y La educación y las profesiones femeninas (h. 1929).
Serrano estudió la carrera de Derecho en la Universidad de Zaragoza y en septiembre de 1930 solicitó ser admitida en el Colegio de la Abogacía de Barcelona, siendo aceptada el 6 de octubre; su primera actuación en la audiencia tuvo lugar en 1932. Fue la primera mujer abogada con bufete en Barcelona, lo que simultaneaba con su trabajo, mejor retribuido, de inspectora de enseñanza. Con la Segunda República española defendió en la prensa el derecho a voto de las mujeres, la necesidad de una ley de Divorcio, el acceso de las mujeres a los cargos públicos y la supresión de la pena de muerte junto con Carmen Espinosa, Carmen Montoriol y otras destacadas intelectuales catalanas. También defendió la lucha contra el analfabetismo como algo esencial. Como abogada participó en el I Congreso Jurídico Catalán, celebrado en 1936 poco antes de la guerra civil española.
Al principio de la guerra civil, su hijo Andrés Xandri Serrano falleció en 1938 en la bolsa de Bielsa. Al año siguiente, su marido José María Xandri Pich falleció víctima de un bombardeo en Alp (Gerona) el 9 de febrero de 1939. Ella se refugió en Francia, pero regresó el 4 de abril de 1939 y se instaló con su madre octogenaria en Madrid. Reconocida y delatada, fue suspendida de empleo y sueldo, teniendo que subsistir dando clases en el Instituto Editorial Reus (cobraba 315 pesetas mensuales y el alquiler de su casa costaba 200).
En 1942, el Tribunal Militar de Responsabilidades Políticas le abrió un expediente, pero Serrano falleció antes de que terminara dicho expediente.

## Obra

### Pensamiento
En un debate en el Ateneo de la ciudad distinguía entre la maternidad biológica y la cultural, y estimaba que la realización de la mujer no puede ni debe ser exclusivamente la maternidad. Es más, el Estado debía reconocer como profesión el trabajo doméstico y debía prohibir el de las mujeres gestantes durante un año e indemnizarlas con un jornal durante ese tiempo (sólo en 1923 fue reconocido el subsidio de maternidad, muy reducido -50 pesetas- y con la necesidad de dejar de trabajar durante dos semanas); en tercer lugar, propuso que el Estado creara casas cuna y escuelas de párvulos con cantinas.

### La enseñanza de la Geografía
Con Altamira y María Montessori como referentes, Leonor Serrano y Gloria Giner de los Ríos llevaron a cabo una enseñanza de la geografía que, en palabras de Leonor, giraba en torno a la “observación entusiasta”, que consistía en enseñar dialogando con el alumnado, resaltando su relación física y emocional con el entorno, y eliminando la imposición de memorizaciones sin sentido. En palabras de Gloria, “se educaba su alma y se fortalecía su espíritu”.
Para apoyar el contenido científico de sus explicaciones geográficas, utilizaban leyendas, poesías, relatos cortos y canciones populares. La enseñanza de la geografía necesitaba de otra disciplina de apoyo: la Historia. Los adelantos científicos y cartográficos tenían un valor complementario. Gloria Giner consideraba que los relatos de viajes eran un recurso útil para la enseñanza de la Geografía, que enseñaban al alumnado a “gozar y amar la Tierra” al tiempo que aprendía.
La educación debía estar basada en el respeto, tanto al entorno como a las personas que lo habitan. Gloria Giner insistió en que generaba gozo la conexión de la parte más personal e íntima de la persona con lo que, de forma espontánea, ofrecía el medio.
Leonor Serrano y Gloria Giner plantearon la inclusión real de las mujeres en el canon androcéntrico de los estudios sobre geografía. El diccionario de la Real Academia Española, había incluido en el año 1803 la acepción del término ‘hombre’ en su referencia a toda la humanidad. Tomando el término como inclusivo de las mujeres, entendían que obligaba a los hombres a relacionarse con la naturaleza como lo hacían las mujeres. En palabras de Leonor Serrano, lo que se iba a fomentar al dejar sin sentido las referencias androcéntricas en la Geografía era una “nueva humanidad creadora, amorosa, antidestructora y antiguerrera”. Esta enseñanza conecta, en opinión de Ana Simón, con lo que en el lenguaje del siglo XXI se denomina educación ambiental, y es una de las primeras manifestaciones del ecofeminismo.

## Obras
- La Pedagogía Montessori. Estudio informativo y crítico presentado al Ministerio de Instrucción Pública y al Ayuntamiento de Barcelona. Madrid: Sucesores de Hernando, 1915, 304 pp.
- ¿Qué harán nuestras mujeres después de la guerra? Primer premio del Concurso femenino organizado por el "Centro Ibero-Americano de Cultura Popular Femenina" y leído por su autora en el local de esta Asociación el día 14 de mayo de 1917. Madrid: Tip. Gaisse, 1917.
- La educación de la mujer de mañana. Madrid: Librería de los Sucesores de Hernando, 1923, 371 pp. Reedición al cuidado de Mª del Carmen Agulló Díaz, Madrid, Biblioteca Nueva, 2007, 316 pp.
- La enseñanza complementaria obrera. Huesca: Tall. Gráf. V. Campo, 1926, 282 pp.
- El método Montessori. Madrid: Publicaciones de la Revista de Pedagogía, 1928, 111 pp. (La nueva educación, 5). Se hicieron varias reimpresiones, al menos en 1932, 1934, y, fuera de España, en Buenos Aires, 1945.
- La educación y las profesiones femeninas. Madrid: El Magisterio Español, s.a. (¿1929?), 32 pp. (Cartillas pedagógicas,15).
- La nueva enseñanza complementaria. Madrid: Publicaciones de la Revista de Pedagogía, 1932, 109 pp.
- Diana ó la educación de una niña. Libro de lectura escolar dividido en tres grados. Barcelona: Imprenta Elzeviriana y Librería Camí, 1933. Traducida al catalán con el título Diana o l'educació d'una nena (Barcelona: Imprenta Elzeviriana, 1936).
- Las ingenuas. Publicaciones Mundial, 25-II-1926. (La Novela Femenina, 31).